# Walker Texas Ranger 3: Deadly Reunion
Walker Texas Ranger 3: Deadly Reunion (también conocida como Immediate Danger) es una película de acción, crimen y drama de 1994, dirigida por Michael Preece, escrita por Galen Thompson, musicalizada por Christopher Franke, en la fotografía estuvo Duane Conder y los protagonistas son Chuck Norris, Jonathan Banks y Noble Willingham, entre otros. El filme se estrenó el 14 de mayo de 1994.

## Sinopsis
Un integrante avezado de los Texas Rangers, una unidad especial de policía, se presenta para participar en una competencia de tiro con pistola. Entre los rivales, hay un mercenario que quiere matar a un senador estadounidense que se encontrara en el público.